# Druhé Francouzské císařství
Druhé Francouzské císařství bylo francouzské císařství, které následovalo po druhé republice v roce 1852. Jeho hlavou byl Napoleon III. Bonaparte.

## Vznik
Po revoluci v roce 1848 byla ve Francii nastolena republika. Do jejího čela byl zvolen synovec Napoleona I. Bonaparte – Ludvík Bonaparte. Ten roku 1851 provedl státní převrat a nechal se uzákonit prezidentem na dalších 10 let. Již o rok později (tj. 1852) nechal hlasovat o vzniku císařství. Návrh byl schválen 97 % voličů. Tak vzniklo druhé císařství francouzské. Jeho hlavou byl dědičný císař Ludvík Bonaparte, který přijal jméno Napoleon III. Bonaparte.

## Styl vlády
Napoleon III. vládl zpočátku jako diktátor. Postupně však uvolňoval moc parlamentu a z Francie se stala konstituční monarchie. Do roku 1860 držel v rukou největší díl moci císař společně se Státní radou, která vykonávala soudní a politickou moc, připravovala zákony a hlasovala o státních projektech. Členové kabinetu vedli své úřady, ale zároveň nebyli nositeli veřejné vůle. Často tak nastávala situace, že císař problémy řešil s příslušným ministrem a jeho kolegové byli seznámeni až s konečným výsledkem. Rada ministrů se scházela dvakrát týdně za účasti Napoleona III. Témata k jednání byla stanovena samotným císařem, který však do diskuze většinou nezasahoval. Další složkou vlády byl parlament jež tvořily dvě komory -  Senát představující nezávislý a stabilní orgán a Dolní komora, která byla volena ve všeobecných volbách. Ta měla původně 261 členů, ale přírůstek obyvatel způsobil navýšení počtu jeho příslušníků, v roce 1869 bylo již 292 členů. Pojícím článkem mezi departementy a ministry byli prefekti, kteří měli značné pravomoci. Dekretem z 26. března 1852 získali prefekti další pravomoci v rozhodování, kterými předtím disponovali ministři. Tento úřad byl centrem společenského života. Každý prefekt byl řízen složitými tlaky ministrů a poslanců, ale zároveň byl zodpovědný za celou řadu vládních aktivit – za konkurenční administrativní hierarchii starostů a místní honoraci, kteří se neformálně shromažďovali pravidelně na zemědělských výstavách, při jednání komor a rezortních rad.

## Hospodářský vzestup
Napoleon III. byl přesvědčen, že je třeba podporovat hospodářský růst, a tak nechal stavět železnice, kanály a přístavy. To přispělo k rozvoji obchodu a průmyslu. Za jeho vlády také Francie postavila Suezský průplav, takže lodě plující z Asie do Evropy již nemusely obeplouvat Afriku.
Napoleon se také rozhodl přestavět Paříž. Začal ji modernizovat a zkrášlovat, bourat malé uličky a místo nich stavět široké bulváry. Přestavbou Paříže byl pověřen baron Georges Eugène Haussmann. Řada starých, nevyhovujících domů byla vybourána a na jejich místě  byly někde postaveny nové, modernější a prostornější. Zmizely staré chudinské čtvrti. Přestavba hlavního města byla zaměřena i na zlepšení hygienické situace – nově vystavěna byla kanalizační síť, císař sám také nařídil založení tří velkých parků, kde mohly rodiny s dětmi trávit nedělní procházky. Součástí Napoleonovy politiky byla i záchrana starých památek, jako např. katedrála Notre Dame.

## Zahraniční politika
V zahraniční politice usilovala Francie o zvětšení území a zvýšení prestiže.

### Krymská válka
Krymská válka probíhala v letech 1853–1856. V této válce bojovaly Francie, Velká Británie a Osmanská říše proti Rusku. Původně se tato válka týkala jen Ruska a Osmanské říše, na jejíž úkor si Rusko chtělo dále zvětšit své území. Británie a Francie se ovšem obávaly toho, že by se Rusko stalo příliš mocným, a proto v roce 1855 vstoupily do války po boku Osmanské říše. Válka probíhala za těžkých podmínek, zejména pro vojáky obou stran. Nakonec bylo Rusko poraženo, ale území Krymu uhájilo.

### Válka francouzsko-sardinsko-rakouská
Válka francouzsko-sardinsko-rakouská byla v roce 1859. Francie byla spojencem Sardinie, která se snažila o sjednocení Itálie. Cílem války bylo získat Lombardsko (rakouskou državu v Itálii). Rakousko bylo poraženo (prohra dokonce způsobila pád „Bachova absolutismu“). Francie po dohodě se Sardinií získala Nice a Savojsko.

### Prusko-francouzská válka
Od 60. let 19. století hleděl Napoleon s obavami na vzrůstající moc Pruska. Nechal se proto v roce 1870 vlákat do války, kterou vyprovokoval pruský kancléř Otto von Bismarck.
Na stranu Pruska se však přidala i většina německých států a tak byla válka sérií francouzských porážek.
V bitvě u Sedanu v roce 1870 byl dokonce Napoleon zajat. Dva dny na to vypukla ve Francii revoluce a byla vyhlášena Třetí francouzská republika.

## Zánik
Vláda republiky se rozhodla pokračovat ve válce. Nebyla však schopna zvítězit a byla donucena podepsat mír. Mírové podmínky byly velice tvrdé: podstoupení Alsaska-Lotrinska a válečnou náhradu v astronomické výši 5 000 000 000 franků.
Takto tvrdé podmínky míru vyvolaly mezi Pařížany značný odpor, který vyvrcholil v povstání. Revoluční vláda – komuna – chtěla zavést sociálně rovný stát Paříž. Po dvou měsících však byla komuna rozehnána. Její porážka pak přinesla ustálení situace.
Tato třetí republika v sobě ovšem chovala touhu po pomstě vůči Německu. Tato touha se naplnila po první světové válce, ve které Francie i přes velké ztráty patřila k hlavním vítězům. Právě díky tlaku Francie bylo Německo po válce tolik potrestáno (reparace, odebírání území, demilitarizace). Německo se ovšem cítilo poníženo, a právě toho využil Adolf Hitler při svém vzestupu. Definitivní německá pomsta vůči Francii přišla ovšem až v roce 1940, kdy byla třetí republika poražena německými vojsky.